# 庸浦之战
庸浦之战，公元前560年（周灵王十二年，鲁襄公十三年，楚共王三十一年，吴王诸樊元年），在吴楚交兵中，楚国在庸浦击败吴国的作战。
前560年秋，楚共王去世。吴国侵袭楚国，楚康王派养由基、子庚领兵迎敌。养由基认为吴国乘楚国有丧事，以楚国不能出兵，必轻视、不存戒备。他建议子庚设置三处伏兵来，自己去引诱吴兵。子庚听从。吴军渡过长江，两军交战，养由基先要后撤。吴军追击到庸浦（今安徽省无为县南），与楚军主力作战，大败吴军，俘虏了公子党。